# Muso

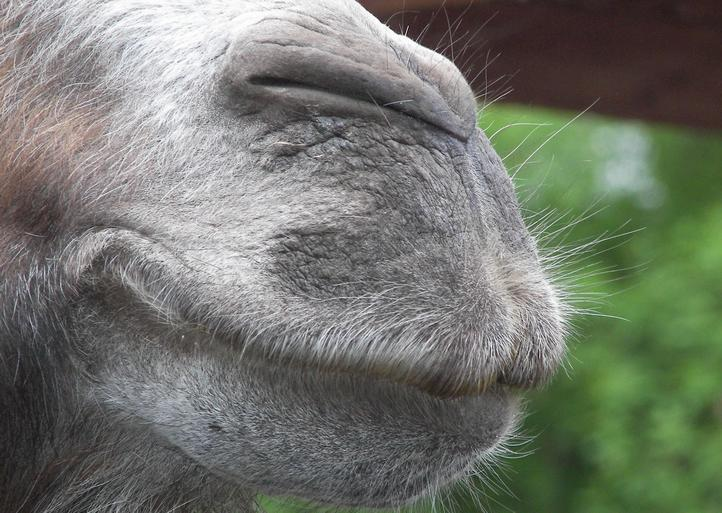
Il muso di un cammello.

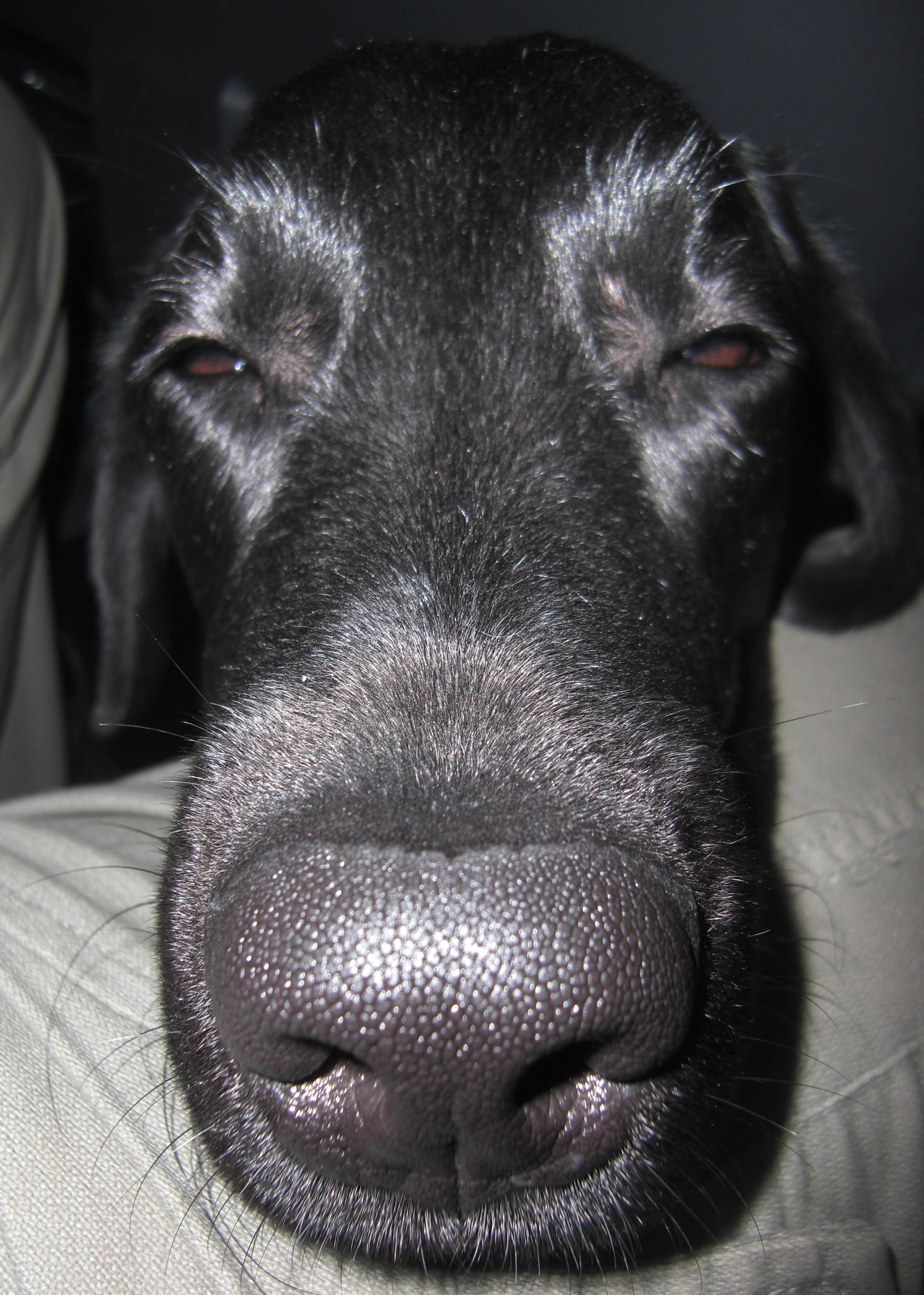
Il muso del cane domestico ospita la bocca e il naso.

Il muso è la parte della testa dei vertebrati, di solito sporgente e allungata, corrispondente alla faccia umana, che si estende dagli occhi alla bocca.

## Anatomia
Il muso comprende l'area intorno alla bocca, con la mascella e, nei mammiferi, anche le guance. La parte del cranio corrispondente al muso viene chiamata rostro. Se questa zona è circondata da corno, viene detta becco (come negli uccelli, nelle tartarughe o nell'ornitorinco). Quando in prossimità del muso è presente una struttura muscolosa formata da un prolungamento tubolare mobile del naso e del labbro superiore, questo viene detto proboscide.
Dal momento che la zona del muso serve principalmente per l'assunzione del cibo e, allo stesso tempo, costituisce l'area più importante della testa, si trova su di essa un gran numero di organi sensoriali. Quindi abbiamo qui il naso che percepisce gli odori e la lingua dotata di papille gustative. Nel caso di vari rettili, nel palato è presente l'organo di Jacobson, anch'esso utile per la percezione degli odori, mentre in molti mammiferi si è sviluppata all'estremità del muso una zona di pelle umida, glabra e ispessita, chiamata rinario (rhinarium). Inoltre, a seconda del gruppo di animali considerati, sul muso si possono trovare meccanorecettori (come le vibrisse di molti mammiferi, particolari peli estremamente sensibili) e termorecettori.

### Forma
Tra i mammiferi il muso può assumere tutta una serie di forme diverse, da quello squadrato e a forma di scatola degli orsi e dei grandi felini, a quello appuntito dei toporagni o, ancora, a quello appiattito e cilindrico dei maiali.
Particolarmente degna di nota è l'intera varietà di forme del muso che presentano le varie razze di cani, nei quali esso inizia a partire dal cosiddetto «stop», vale a dire il salto tra la fronte e il naso al livello degli occhi, e comprende il naso e la bocca dell'animale. Nel cane quasi tutta la parte superiore del muso comprende organi deputati alla localizzazione degli odori. In alcune razze, dalla parte superiore del muso pendono pieghe di pelle lassa di differente lunghezza che possono spingersi al di là della bocca. La forma del muso del cane varia da quello estremamente lungo e sottile (dolicocefalico) del Rough Collie a quello pressoché inesistente, tanto è appiattito (brachicefalico estremo), del carlino. Alcune razze, come molti cani da slitta e spitz, hanno un muso che somiglia molto, per forma e dimensione, a quello del lupo, loro progenitore, mentre altre razze, come molti segugi, lo hanno un po' accorciato (mesocefalico).